# 태인 김부곤가옥
태인 김부곤가옥은 대한민국 전라북도 정읍시 태인면에 있다. 2016년 12월 21일 정읍시의 향토문화유산 제13호로 지정되었다.

## 개요
태인 3.1운동에 참여했던 독립운동가 김부곤이 1920년대 건립한 정면5칸 측면3칸 한옥으로 원형이 잘 남아 있으며, 거주자에 의하여 해방후 김구 선생이 이집을 방문하여 머물다갔다고 한다.